# West-Thürings voetbalkampioenschap 1927/28
In 1927/28 werd het twaalfde voetbalkampioenschap van West-Thüringen gespeeld, dat georganiseerd werd door de Midden-Duitse voetbalbond. 
SpVgg Zella-Mehlis 06 werd kampioen en plaatste zich voor de Midden-Duitse eindronde. De club versloeg SC 06 Oberlind en verloor dan van FC Viktoria 03 Leipzig.

## Gauliga
| Plaats | Club                     | Wed. | W | G | V  | Saldo | Ptn.  |
| ------ | ------------------------ | ---- | - | - | -- | ----- | ----- |
| 1.     | SpVgg Zella-Mehlis 06    | 14   | 9 | 3 | 2  | 63:30 | 21:7  |
| 2.     | SC 1912 Zella-Mehlis     | 14   | 8 | 4 | 2  | 35:26 | 20:8  |
| 3.     | SpVgg Gelb-Rot Meiningen | 14   | 8 | 1 | 5  | 41:28 | 17:11 |
| 4.     | SV 1904 Schmalkalden     | 14   | 7 | 2 | 5  | 31:26 | 16:12 |
| 5.     | FC 1905 Zella-Mehlis     | 14   | 7 | 1 | 6  | 44:39 | 15:13 |
| 6.     | SV Wacker 04 Salzungen   | 14   | 3 | 3 | 8  | 24:39 | 9:19  |
| 7.     | VfL Meiningen 04         | 14   | 2 | 4 | 8  | 23:39 | 8:20  |
| 8.     | VfL 06 Hildburghausen    | 14   | 3 | 0 | 11 | 24:58 | 6:22  |

|  | Kampioen, geplaatst voor Midden-Duitse eindronde |
|  | Degradatie                                       |